# Rob Hayles
Robert John Hayles (Southampton, 21 januari 1973) is een Brits voormalig baanwielrenner. 

## Carrière
Rob Hayles werd in 1996 beroepsrenner en was zowel baan- als wegwielrenner. Hij beëindigde zijn loopbaan in 2009. In zijn loopbaan reed Hayles voor onder meer Cofidis en Endura Racing.
Hayles won in 2008 de Beaumont Trophy, een eendagskoers nabij Stamfordham in Northumberland. Deze editie van de koers was tevens het officiële Britse kampioenschap op de weg, waardoor Hayles zich tevens tot Brits kampioen kroonde.

## Belangrijkste overwinningen

### Baan
| Jaar | BK                                        | EK | WK                                   | Overige |
| ---- | ----------------------------------------- | -- | ------------------------------------ | --- |
| 1994 | Koppelkoers                               |    |                                      | Ploegenachtervolging Gemenebestspelen |
| 1995 | Koppelkoers                               |    |                                      | |
| 1996 | Achtervolging · Puntenkoers · Tijdrit     |    |                                      | |
| 1997 | Achtervolging · Koppelkoers · Puntenkoers |    |                                      | |
| 1998 | Achtervolging · Koppelkoers · Puntenkoers |    |                                      | Ploegenachtervolging Gemenebestspelen |
| 1999 | Achtervolging · Koppelkoers · Puntenkoers |    |                                      | |
| 2000 | Achtervolging                             |    | Achtervolging                        | |
| 2001 | Puntenkoers · Achtervolging               |    |                                      | |
| 2002 |                                           |    |                                      | |
| 2003 | Achtervolging                             |    | Ploegenachtervolging                 | |
| 2004 | Achtervolging                             |    | Achtervolging · Ploegenachtervolging | ploegenachtervolging Olympische Spelen, koppelkoers Olympische Spelen, WB Manchester ploegenachtervolging, WB Sydney ploegenachtervolging |
| 2005 | Achtervolging                             |    | Ploegenachtervolging · Koppelkoers   | WB Manchester ploegenachtervolging |
| 2006 | Tijdrit                                   |    | Ploegenachtervolging                 | ploegenachtervolging Gemenebestspelen, achtervolging Gemenebestspelen WB Sydney achtervolging                                             |
| 2007 |                                           |    |                                      | WB Manchester ploegenachtervolging |
| 2008 | Achtervolging                             |    |                                      | WB Manchester ploegenachtervolging |
| 2009 |                                           |    |                                      | |

### Weg
1996
7e etappe Ronde van Langkawi
1999
7e etappe deel A Prudential Tour
2e en 3e etappe Cinturón a Mallorca
2000
8e etappe Omloop van Lotharingen
2004
7e etappe Ronde van Normandië
2005
 Brits kampioen ploegentijdrit, Elite (met Paul Manning en Chris Newton)
2008
 Brits kampioen op de weg, Elite

## Ploegen
- 1995 –  All Media Services-Futurama (vanaf 01-02 tot 31-05)
- 1995 –  Computer Personell (vanaf 01-06)
- 1996 –  Ambrosia-Continental Tyres (vanaf 15-08)
- 1997 –  Ambrosia Desserts-Continental
- 1998 –  Brite
- 2001 –  Cofidis
- 2002 –  Cofidis
- 2003 –  Cofidis
- 2005 –  Recycling.co.uk-MG X-Power
- 2006 –  Scienceinsport.com (vanaf 01-04)
- 2009 –  Team Halfords
- 2010 –  Endura Racing
- 2011 –  Endura-Equipe